# Crocidura tarfayaensis
Crocidura tarfayaensis is een zoogdier uit de familie van de spitsmuizen (Soricidae). De wetenschappelijke naam van de soort werd voor het eerst geldig gepubliceerd door Vesmanis & Vesmanis in 1980.

## Voorkomen
De soort komt voor aan de Atlantische kust van de Sahara.